# Team Halfords
Das Team Halfords war ein britisches Cyclocross- und Straßen-Radsportteam.
Die Mannschaft wurde 2009 gegründet und nahm in diesem Jahr als Continental Team an den UCI Continental Circuits teil. Einige Fahrer nehmen auch an Cyclocross-Rennen teil. Manager ist Keith Lambert, der von Frances Millar unterstützt wird.

## Saison 2009

### Erfolge in der Europe Tour
| Datum     | Rennen                                    | Kat. | Fahrer        |
| --------- | ----------------------------------------- | ---- | ------------- |
| 26. April | East Midlands International Cicle Classic | 1.2  | Ian Wilkinson |
| 18. Mai   | 2. Etappe FBD Insurance Rás               | 2.2  | Ian Wilkinson |

### Erfolge im Cyclocross 2008/2009
| Datum      | Rennen                        | Fahrer         |
| ---------- | ----------------------------- | -------------- |
| 11. Januar | Britische Meisterschaft (U23) | David Fletcher |

### Mannschaft
| Name                | Geburtstag         | Nationalität           | Team 2010                  |
| ------------------- | ------------------ | ---------------------- | -------------------------- |
| Sebastian Batchelor | 30. Juni 1990      | Vereinigtes Königreich |                            |
| Ian Bibby           | 20. Dezember 1986  | Vereinigtes Königreich | Motorpoint-Marshalls Pasta |
| Ed Clancy           | 12. März 1985      | Vereinigtes Königreich | Motorpoint-Marshalls Pasta |
| David Fletcher      | 27. Februar 1989   | Vereinigtes Königreich |                            |
| Rob Hayles          | 21. Januar 1973    | Vereinigtes Königreich | Endura Racing              |
| Mark McNally        | 20. Juli 1989      | Vereinigtes Königreich | An Post-Sean Kelly Team    |
| Robert Partridge    | 11. September 1985 | Vereinigtes Königreich | Endura Racing              |
| Andrew Tennant      | 9. März 1987       | Vereinigtes Königreich | Motorpoint-Marshalls Pasta |
| Ian Wilkinson       | 14. April 1979     | Vereinigtes Königreich | Endura Racing              |

## Platzierungen in UCI-Ranglisten
UCI Europe Tour
| Saison | Mannschaftswertung | Fahrerwertung        |
| ------ | ------------------ | -------------------- |
| 2009   | 85.                | Ian Wilkinson (212.) |